# Ёсида, Эмика
Эмика Ёсида (яп. 吉田 恵美可; род. 10 декабря 1985, Касихара, Нара) — японская легкоатлетка, специалистка по метанию копья. Выступала за сборную Японии по лёгкой атлетике в 2000-х годах, обладательница бронзовой медали Восточноазиатских игр в Гонконге, чемпионка страны, участница чемпионата мира в Осаке. Тренер по лёгкой атлетике.

## Биография
Эмика Ёсида родилась 10 декабря 1985 года в городе Касихара префектуры Нара.
Впервые заявила о себе в метании копья в сезоне 2003 года, став чемпионкой Японии среди школьников и установив новый юниорский национальный рекорд — 53,72 метра.
В 2004 году поступила на юридический факультет Университета Киото Сангё. Попав в состав японской национальной сборной, выступила на юниорском мировом первенстве в Гроссето, где с результатом 52,25 метра заняла итоговое девятое место.
Начиная с 2005 года соревновалась среди взрослых спортсменок, в частности на взрослом чемпионате Азии в Инчхоне метнула копьё на 51,62 метра, расположившись в итоговом протоколе соревнований на восьмой строке.
В 2007 году в первый и единственный раз в карьере одержала победу на чемпионате Японии в метании копья, на соревнованиях в Осаке установила свой личный рекорд в данной дисциплине — 57,19 метра, была пятой на чемпионате Азии в Аммане (49,98). Благодаря череде удачных выступлений удостоилась права защищать честь страны на домашнем чемпионате мира в Осаке — метнула здесь копьё на 49,70 метра и в финал не вышла.
В 2009 году добавила в послужной список бронзовую награду, полученную в метании копья на Восточноазиатских играх в Гонконге (54,27).
Впоследствии оставалась действующей спортсменкой вплоть до 2014 года, хотя в последнее время уже не показывала сколько-нибудь значимых результатов на международном уровне.
После завершения спортивной карьеры работала тренером в легкоатлетическом клубе Университета Осака Сэйкэй.